# Argyrolobium tortum
Argyrolobium tortum är en ärtväxtart som beskrevs av Karl Suessenguth. Argyrolobium tortum ingår i släktet Argyrolobium och familjen ärtväxter. Inga underarter finns listade i Catalogue of Life.